# ياماشيرو (كيوتو)

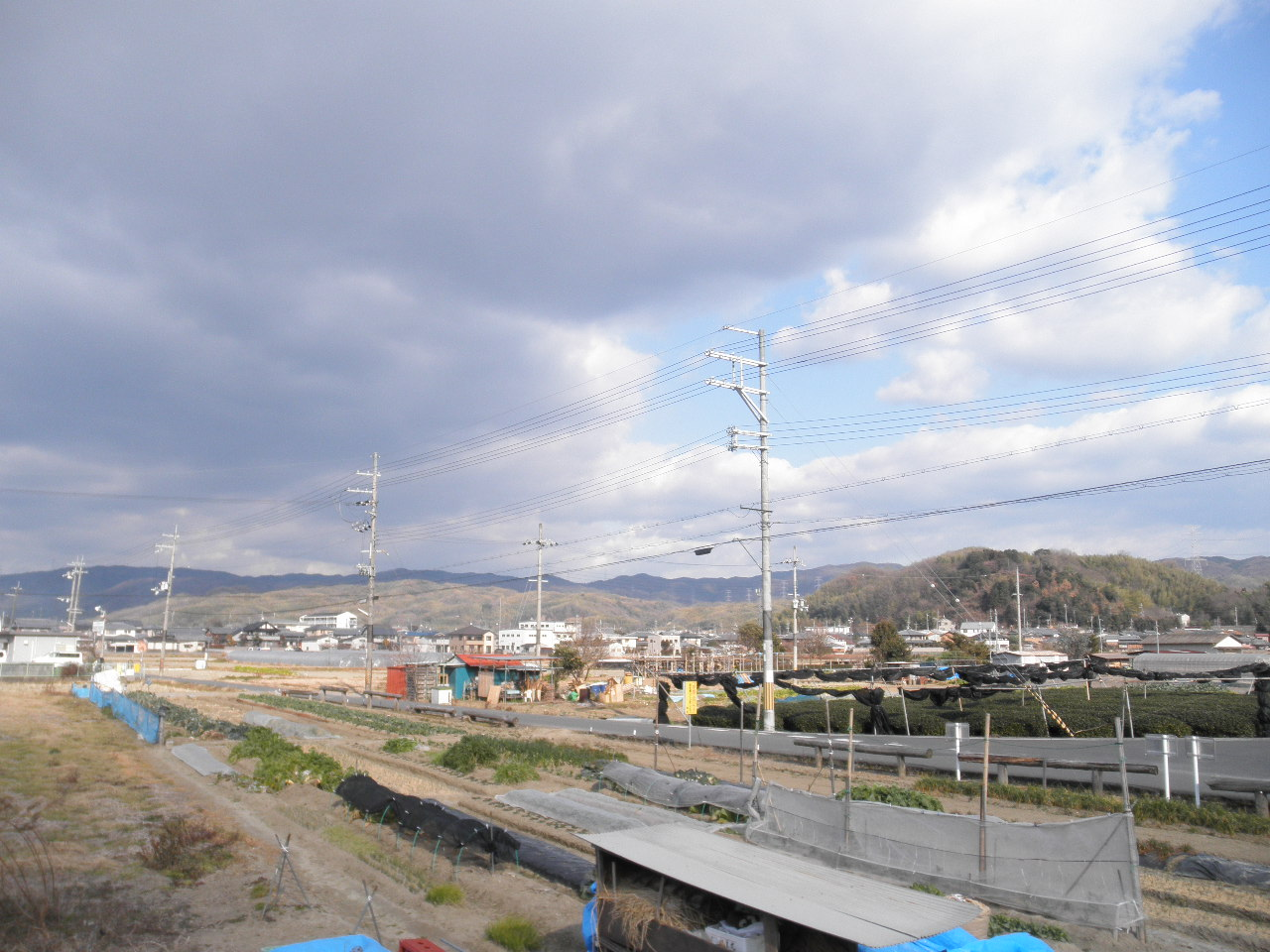

ياماشيرو (بالكانجي: 山城町 ياماشيرو-تشو) هي مدينة تقع في منطقة سوراكو في محافظة كيوتو في اليابان، وسُميت المدينة على مقاطعة ياماشيرو القديمة.
وقد بلغ تقدير التعداد السكاني 8,978 نسمة وبكثافة 366.00 شخص لكل كم² في عام 2003، كما تبلغ مساحة المنطقة 24.53 كم².
وفي 12 مارس عام 2007 دُمجت كلٌ من ياماشيرو كامو وكيزو (جميعها من منطقة سوراكو) مُكونة مدينة كيزوقاوا.

## روابط خارجية
موقع مدينة ياماشيرو الرسمي (بالياباني)
‌